# Callimetopus principalis
Callimetopus principalis là một loài bọ cánh cứng trong họ Cerambycidae.